# Нововітебське
Новові́тебське — село в Україні, у Вакулівській сільській громаді Криворізького району Дніпропетровської області. Населення — 16 мешканців.

## Географія
Село Нововітебське знаходиться на березі річки Жовтенька, вище за течією на відстані 1,5 км розташоване село Михайлівка, нижче за течією на відстані 4,5 км розташоване село Новоподільське. Річка в цьому місці пересихає, на ній зроблено кілька загат.

## Історія
Село було єврейською землеробською колонією, засноване у двадцятих роках XIX століття євреями із Вітебського регіону.
Станом на 1886 рік в колонії Ново-Вітебськ Ново-Миколаївської волості Херсонського повіту мешкало 934 особи, налічувалось 66 дворів, існували єврейський молитовний будинок, 3 лавки.
На початок 1941 року у поселенні було 277 євреїв
Після початку Другої світової війни частина євреїв змогла утекти на схід. 18 серпня 1941 року, під час операції «Барбаросса», село окупували німці. Близько 300 євреїв, які не встигли втекти, помістили у невелике гетто на одній вулиці. У квітні 1942 року частину мешканців гетто відправили на примусову працю у табір неподалік, для прокладання дороги між Кривим Рогом та Дніпром. 29 травня 1942 року усіх жителів гетто розстріляли за межами поселення. Більшість євреїв, що були у таборах, розстріляли протягом війни 1942—1943 років. 6 лютого 1944 року німці покинули село.
Село підпорядковувалося сільській раді у селі Петрове. До 2020 року село адміністративно входило до Софіївського району Дніпропетровської області, ліквідованого у результаті Адміністративно-територіальної реформи в Україні.

## Населення

### Мова
Розподіл населення за рідною мовою за даними перепису 2001 року:
| Мова       | Відсоток |
| ---------- | -------- |
| українська | 90,2 %   |
| російська  | 9,8 %    |

## Відомі люди
Тут народилася і якийсь час вчителювала Рівка (Бумаґіна) Ґубер — ізраїльська соціальна працівниця, вихователька, активістка, лауреатка Премії Ізраїлю (1976).